# Gianni Berengo Gardin
Gianni Berengo Gardin (Santa Margherita Ligure, 10 ottobre 1930 – Genova, 6 agosto 2025) è stato un fotografo e fotoreporter italiano.

## Biografia
Gianni Berengo Gardin nacque a Santa Margherita Ligure il 10 ottobre 1930, figlio di Alberto, veneziano, e di Carmen, svizzera e direttrice nella cittadina ligure dell'Hotel Imperiale. Crebbe e studiò a Venezia, la sua vera città d'origine. Iniziò a dedicarsi alla fotografia agli inizi degli anni Cinquanta accumulando un archivio fotografico considerevole documentando l'evoluzione del paesaggio e della società italiana fin dal dopoguerra. Fin dall'inizio focalizzò la sua attenzione su una varietà di tematiche, spaziando dal sociale, alla vita quotidiana, al mondo del lavoro fino all'architettura e al paesaggio. Considerato un fotografo eclettico e apprezzato a livello internazionale, venne spesso accostato a Henri Cartier-Bresson per il lirismo della sua fotografia.

## Fotografia

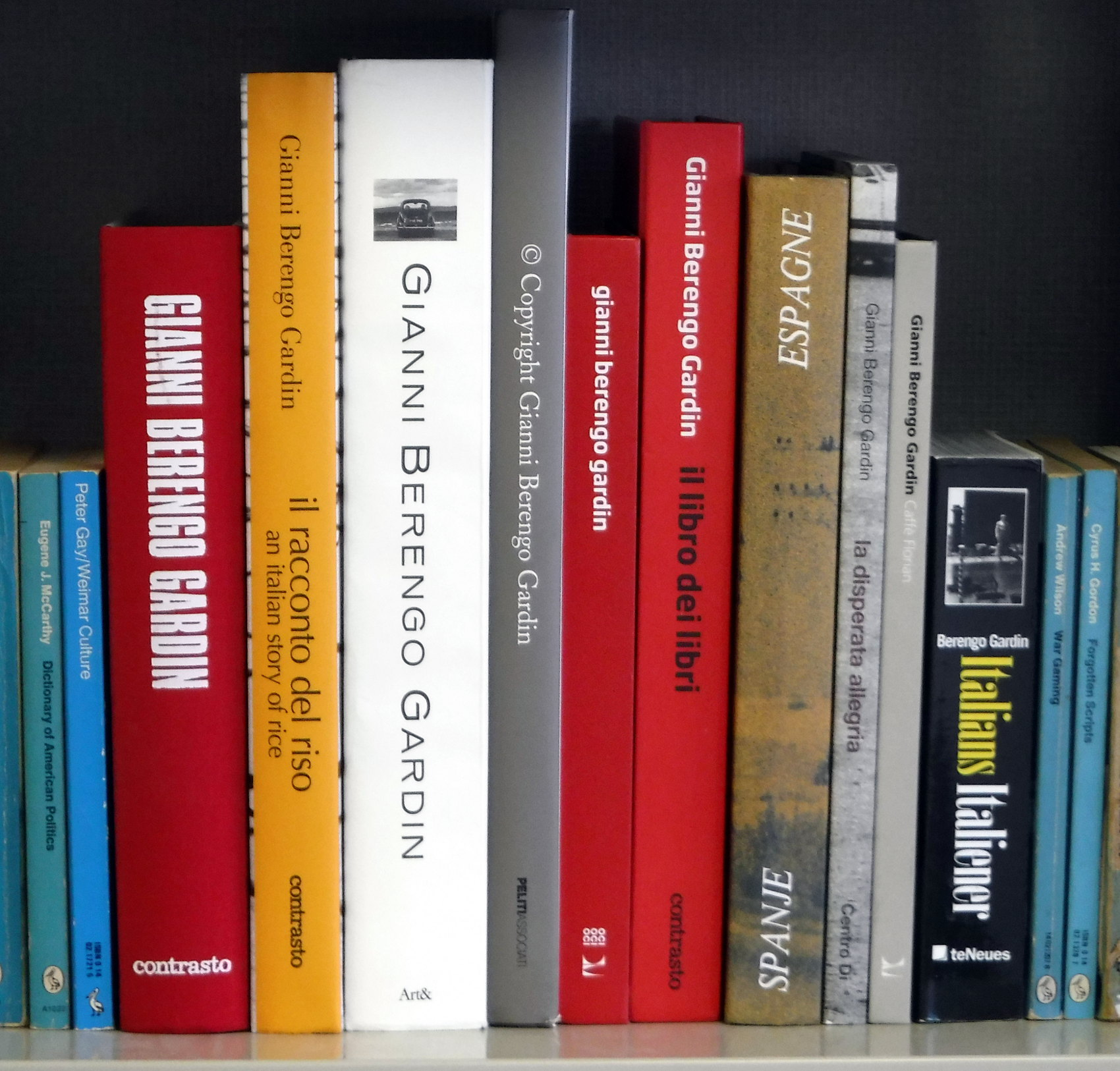
Alcuni libri di Gianni Berengo Gardin

La sua formazione fotografica ebbe una svolta proprio grazie alla Magnum (anche se indirettamente), di cui Cartier Bresson fu fondatore: all'inizio degli anni Sessanta del Novecento un suo parente americano lo mise in contatto con Cornell Capa, che gli fece avere alcuni libri di fotografia. Avendo già due figli e un lavoro sicuro, chiese all'amico Romeo Martinez, direttore della prestigiosa rivista Camera, spesso in visita a Venezia, cosa ne pensasse di diventare fotografo professionista. Decise di seguire le orme dei grandi fotografi di Life e Magnum, raccontando la società con gli occhi di un artigiano votato all'impegno sociale. Pochi anni dopo incontrò un editore che lo fece entrare nel mondo del foto-giornalismo. Da lì ebbe inizio una carriera da fotografo professionista che in seguito lo portò a realizzare oltre 200 mostre in tutto il mondo e altrettante pubblicazioni.
Nel 1954 pubblicò le sue prime foto ne Il Mondo di Mario Pannunzio. Iniziò la carriera di fotoreporter nel 1962. Negli anni a venire collaborò con le maggiori testate nazionali e internazionali, come Domus, Epoca, Le Figaro, L'Espresso, Time, Stern.
Il suo modo caratteristico di fotografare e il suo occhio attento al mondo e alle sue diverse realtà gli permisero di spaziare dal reportage umanista all'architettura e al paesaggio, dall'indagine sociale alla foto industriale. Scrisse di lui lo storico della fotografia Italo Zannier: "Con la sua capacità di visualizzazione, spesso virtuosistica e sempre aggiornata nei confronti dell'evoluzione della cultura fotografica mondiale, Berengo Gardin è, a mio avviso, il fotografo italiano più ragguardevole del dopoguerra... quello che meglio ha saputo mediare proficuamente le varie tendenze, con un acume visivo che non si è lasciato condizionare troppo dal gusto del momento, slittando subito oltre la moda, per cercare garanzie soprattutto nella chiarezza dello sguardo". La sua amicizia con l'architetto Carlo Scarpa gli permise poi di documentare alcune opere di quest'ultimo, come la tomba Brion vicino a Treviso, e dal 1979 al 2012 documentò per Renzo Piano le fasi di realizzazione dei suoi progetti architettonici.
Espose le sue foto in centinaia di mostre in diverse parti del mondo: al Museum of Modern Art di New York, alla George Eastman House di Rochester, alla Biblioteca Nazionale di Parigi, agli Incontri Internazionali di Arles, al Mois de la Photo di Parigi, nelle gallerie delle librerie FNAC.
L'8 settembre 1981 il cugino Piero si recò a Ulassai per documentare l'operazione Legarsi alla montagna di Maria Lai, un'operazione che lo segnò negli anni a seguire. Alcune sue fotografie di quell'evento, infatti, divennero parte integrante della collezione del Museo Stazione dell'arte di Ulassai.
Lavorò in Italia e all'estero, trascorrendo lunghi periodi a Roma, Parigi e in Svizzera.
Nel 2005 la Federazione Italiana Associazioni Fotografiche gli dedicò una monografia della collana "Grandi Autori". Nel novembre 2007 la FIAF editò la monografia "L'Abruzzo dei fotografi", ospitando (anche in copertina) dieci sue immagini dell'Aquila con un'intervista. Nel dicembre 2007, in occasione del «Lucca Digital Photo Festival», espose nella città toscana il suo ultimo lavoro: "Aiutiamo la Casa del Sole".
Di notevole spessore poi furono i suoi scatti nello studio bolognese di via Fondazza del pittore e incisore Giorgio Morandi (1890-1964), ripubblicati in una raccolta uscita nel gennaio 2009 a cura della casa editrice Charta. Sempre nel 2009 pubblicò con Allemandi & C. Reportrait. Incursioni di un reporter nel mondo della cultura (con Flavio Arensi), in cui presentò oltre duecento ritratti inediti di artisti, intellettuali, scrittori, architetti. Nel maggio 2009 la mostra omonima venne ospitata a Orta San Giulio (Novara). Sempre Allemandi pubblicò un libro dedicato dal fotografo al lavoro di Mimmo Paladino.
Nel 2013 iniziò una collaborazione con It@rt, prestando le sue fotografie alla creazione di t-shirt in edizione limitata e certificate dall'artista stesso. Nel 2022 uscì il film Nei giardini della mente, dove Gardin ripercorse la sua esperienza da fotoreporter negli ospedali psichiatrici, in particolare raccontando il suo libro Morire di classe documentato insieme a Carla Cerati.
Visse tra Milano e Camogli, e divene un membro dell'agenzia fotografica Contrasto dal 1990 e del circolo "La gondola" di Venezia.

## Attività espositiva
Tenne oltre 300 mostre personali in Italia e all'estero. Nel 1991 una sua importante retrospettiva venne ospitata dal Museo dell'Elysée a Losanna e nel 1994 le sue foto vennero incluse nella mostra dedicata all'Arte Italiana al Guggenheim Museum di New York.
Nel febbraio 2005 la Fondazione Forma per la Fotografia presentò una sua grande mostra retrospettiva alla Maison Européenne de la photographie di Parigi e nel luglio dello stesso anno iniziò la sua attività espositiva con una sua personale a Milano.
Nell'autunno del 2008 fu allestita una personale a Palazzo Pichi Sforza di Sansepolcro (AR).
Il 17 agosto 2009 fu inaugurata a Porretta Terme la mostra fotografica “La Porrettana in cinque amici”. In quelle immagini, Gardin ritrasse la prima strada ferrata realizzata per attraversare l'Appennino collegando Bologna con Pistoia, soffermandosi lungamente sui luoghi percorsi dalla ferrovia Porrettana e sulle persone resisdenti nei territori attraversati. Dal tale lavoro fu tratto anche un catalogo a tiratura limitata.
La retrospettiva Storie di un fotografo tra il 2013 e il 2014 toccò le città di Venezia, Milano, Verona e Genova. Nel 2014 e nel 2015, con il Fondo Ambientale Italiano, espose a Milano (Villa Necchi) e a Venezia (Negozio Olivetti) il suo reportage di denuncia sul passaggio delle grandi navi a Venezia.
Nel 2016 la mostra “Vera fotografia. Reportage, immagini, incontri”, al PalaExpo di Roma, ne ripercorse la lunga carriera attraverso i principali reportage e oltre 250 fotografie.
Nel 2017 a Pistoia per il festival Dialoghi sull'uomo venne inaugurata la mostra fotografica "In festa. Viaggio nella cultura popolare italiana". L'esposizione riunì per la prima volta 60 fotografie in bianco e nero realizzate tra il 1957 e il 2009, molte delle quali inedite, dedicate alla cultura popolare italiana. Una mostra che diviene il racconto di un'Italia “in festa”, dove ognuno celebra la propria cultura e la propria storia con riti vecchi e nuovi: un affascinante mondo popolato di bambini, di zingari, di anziane o giovani signore vestite per la festa e di danzatori di ogni età.

## Premi e riconoscimenti
Ad Arles, sede degli Incontri Internazionali di Fotografia, ricevette l'Oskar Barnack - Camera Group Award.
Vinse nel 1994 l'Oscar Barnack Award per il reportage sulle comunità di zingari in Italia, uscito in un volume dal titolo Disperata Allegria - vivere da Zingari a Firenze.
Nel 2007 vinse il Premio Werner Bischof - Flauto d'argento.
Il 18 ottobre 2008 a New York gli fu assegnato il Lucie Award alla carriera, quale riconoscimento per i suoi meriti fotografici.
A maggio 2009 all'Università Statale di Milano gli fu conferita la laurea honoris causa in Storia e critica dell'arte.

## Pubblicazioni
Gianni Berengo Gardin pubblicò oltre 250 libri fotografici: tra gli altri, Venise des Saisons, Morire di classe (con Carla Cerati), L'occhio come mestiere, Toscana, Francia, Gran Bretagna, Roma, Dentro le case (con Luciano D'Alessandro), Dentro il lavoro (con Luciano D'Alessandro), Scanno, Il Mondo, Un paese vent'anni dopo (con Cesare Zavattini), In treno attraverso l'Italia (con Ferdinando Scianna e Roberto Koch), fino al grande libro antologico Gianni Berengo Gardin Fotografo (1990).
L'editore Contrasto nel 2005 pubblicò la monografia Gianni Berengo Gardin. Nel 2006 Per la Imago Multimedia di Nuoro pubblicò il volume "Reportage in Sardegna" 1969-2006.
Nel 2013 uscì Il Racconto del riso, reportage fotografico sulla Tenuta Colombara, che vinse il Premio Marco Bastianelli 2014 e le cui foto vennero esposte a Expo 2015.
Nel 2016 pubblicò il libro Il gioco delle perle di Venezia assieme a Marco D'Anna e Hugo Pratt edito da Rizzoli Lizard.
Nel 2017 uscì In festa. Viaggio nella cultura popolare. Nel 2017 fu pubblicato dalla Imago Multimedia di Nuoro il volume "ARCHITETTURE DI PIETRA - Fotografie della Sardegna Nuragica".